# NGC 6014
NGC 6014 é uma galáxia lenticular (S0) localizada na direcção da constelação de Serpens. Possui uma declinação de +05° 55' 54" e uma ascensão recta de 15 horas, 55 minutos e 57,5 segundos.
A galáxia NGC 6014 foi descoberta em 24 de Abril de 1830 por John Herschel.